# Сорокин, Юрий Сергеевич
Ю́рий (Георгий) Серге́евич Соро́кин (25 января 1913, Городня — 11 апреля 1990, Ленинград) — советский лингвист, специалист по исторической лексикографии. Доктор филологических наук, сотрудник Института лингвистических исследований РАН. Главный редактор Словаря русского языка XVIII века.

## Биография
Юрий Сергеевич родился в с. Городня Тверской губернии в семье служащих. Трудовую деятельность начал библиотекарем в заводских библиотеках Ленинграда.
Учился на филологическом факультете ЛГУ, затем проходил аспирантуру университета. Окончание аспирантуры и защита диссертации о языке и стиле художественной прозы А. С. Пушкина пришлось на 1941 год. Во время войны Юрий Сергеевич читал курсы по русско-славянскому и общему языкознанию в Томском университете, много внимания уделял изучению истории русского литературного языка. Продолжал преподавать и после войны — в МГУ, а с 1947 года — в ЛГУ.
С 1951 года жизнь Юрия Сергеевича была связана со Словарным отделом Ленинградского отделения Института языкознания АН СССР (ныне Институт лингвистических исследований РАН). Участвовал в составлении и редактировании 17-томного Словаря современного русского литературного языка, создал инструкцию по составлению словаря «Мертвых душ» Н. В. Гоголя, исследовал лексику и принципы её описания в Словаре Академии Российской 1789—1794 гг.

## Основные публикации
- Сорокин Ю. С. Инструкция по составлению словаря к "Мертвым душам" Н. В. Гоголя. — М.: Наука, 1960. — 75 с.
- Сорокин Ю. С. Развитие словарного состава русского литературного языка 30-90 годов XIX века. — М.—Л.: Наука, 1965. — 565 с.
- Сорокин Ю. С. Общие принципы словаря. Хронологические границы описания. Источники словаря. Состав словника. (Гл. 1). Характеристика речевой употребительности слова и ее изменений. (Гл. VII) // Словарь русского языка XVIII в. Проект. — Л.: Наука, 1977. — С. 5—27, 107-122.